# Roland Coffignot
Roland Coffignot, né le 29 janvier 1923 à Reims (Marne) et mort le 22 août 1993 à Aix-en-Provence (Bouches-du-Rhône), était un aviateur français, pilote d'essai, spécialiste des hélicoptères.

## Hommages
- La promotion 1993-1994 de l'EPNER a pris le nom de baptême « Roland Coffignot »[3].

A Reims, sa ville natale, une rue porte son nom.